# Ospedale San Luca
L'Ospedale San Luca è una struttura ospedaliera della città di Lucca, in Toscana.
È situato nella zona est della città.

## Storia e descrizione
Approvato dal consiglio comunale nel dicembre 2005, i lavori partiti nel 2010 sono stati ultimati nel 2014 e il nuovo ospedale, che ha sostituito quello di Campo di Marte in funzione dal 1935, è diventato attivo nel 2014.
È stato costruito in monoblocco, con forma compatta, in modo da limitare i tempi di spostamento interno, ottimizzare l'utilizzo delle risorse e ridurre i costi di gestione, ed ha 410 posti-letto per coprire le esigenze dei 170.000 residenti nella Piana di Lucca.
Nell’atrio del San Luca è presente un percorso museale, creato con i reperti archeologici recuperati dal cantiere, che racconta i tremila anni di storia della zona: dagli etruschi ai giorni nostri.
Il pronto soccorso, situato prima all'ospedale Campo di Marte, si è trasferito all'ospedale San Luca per assicurarsi una maggiore sicurezza, in tanti ambiti,soprattutto quello dell'arrivare con l'ambulanza all'ospedale Campo di Marte (Spesso affollato), nonostante il pronto soccorso aveva una via tutta sua, persone parcheggiavano abusivamente nell'area di pronto Soccorso, Cosa non possibile ora per il semplice motivo che all'ospedale San Luca è presente una sicurezza h24.